# 618 v.Chr.
Het jaar 618 v.Chr. is een jaartal volgens de christelijke jaartelling.

## Gebeurtenissen

### China
- In Qionglai bij de QingYang Gong tempel wordt voor het eerst aardgas gebruikt.